# Hemileius thienemanni
Hemileius thienemanni är en kvalsterart som först beskrevs av Rainer Willmann 1931.  Hemileius thienemanni ingår i släktet Hemileius och familjen Hemileiidae. Inga underarter finns listade i Catalogue of Life.